# L’Wren Scott
L’Wren Scott wcześniej Laura „Luann” Bambrough (ur. 28 kwietnia 1964, zm. 17 marca 2014 w Nowym Jorku) – amerykańska modelka, stylistka, projektantka mody i kostiumów. 
Była założycielką własnej firmy projektanckiej LS Mody Ltd. Jej kreacje nosiły między innymi: Madonna, Sarah Jessica Parker, Angelina Jolie, Nicole Kidman, Oprah Winfrey, Michelle Obama, Carla Bruni-Sarkozy, Naomi Campbell, Reese Witherspoon, Christina Hendricks, Jennifer Lopez, Sandra Bullock czy Uma Thurman.
Od 2001 r. do śmierci związana była z brytyjskim wokalistą Mickiem Jaggerem. 17 marca 2014 r. została znaleziona martwa w swoim mieszkaniu na Manhattanie, w Nowym Jorku. Patolog potwierdził 19 marca, że przyczyną śmierci Scott było samobójstwo przez powieszenie.